# Ahmed Aboul Gheit
Ahmed Aboul Gheit (en árabe: أحمد أبو الغيط‎; El Cairo, 12 de junio de 1942) es un político y diplomático egipcio que ha sido Secretario General de la Liga Árabe desde julio de 2016. Aboul-Gheit fue Ministro de Relaciones Exteriores de Egipto del 11 de julio de 2004 al 6 de marzo de 2011. Anteriormente, fue Representante Permanente de Egipto ante las Naciones Unidas. Fue sucedido como ministro de Asuntos Exteriores por el juez de la Corte Internacional de Justicia, Nabil el-Araby, en marzo de 2011, luego del derrocamiento del presidente Hosni Mubarak. Fue elegido Secretario General de la Liga Árabe en marzo de 2016 y su mandato comenzó el 3 de julio de 2016.

## Trayectoria
Aboul Gheit se unió al cuerpo diplomático en 1965 después de completar la universidad, y ascendió a las filas del Ministerio de Asuntos Exteriores de Egipto, ocupando cargos diplomáticos en Roma, Nicosia, Moscú y Nueva York. Participó en las negociaciones en 1978 de los Acuerdos de Camp David, que llevaron a la firma del tratado de paz israelí-egipcio. En 1999, fue nombrado Representante Permanente de Egipto ante las Naciones Unidas, antes de ser llamado a El Cairo en 2004 para tomar la iniciativa en diplomacia.
Aboul Gheit comenzó su carrera como Tercer Secretario en la Embajada de Chipre. Más tarde, fue primer secretario del Embajador de Egipto en las Naciones Unidas, consultor político en la Embajada de Egipto en la Unión Soviética en 1984 y embajador de Egipto en Italia, Macedonia y San Marino. En 1999 fue jefe de la delegación permanente de Egipto en las Naciones Unidas.
Aboul Gheit fue Ministro de Relaciones Exteriores de Egipto del 11 de julio de 2004 al 6 de marzo de 2011. En diciembre de 2005, comenzó a mediar en el conflicto entre Chad y Sudán. Durante la controversia sobre el islam del Papa Benedicto XVI en 2006, dijo que "esta fue una declaración muy desafortunada y es una declaración que demuestra que hay una falta de comprensión del Islam real. Y debido a esto, tenemos la esperanza de que tales declaraciones y tales posiciones "no se declararía para no permitir que la tensión, la desconfianza y las recriminaciones brotaran entre musulmanes y occidentales". Una visita de un día a Irak, donde también mantuvo conversaciones con el presidente iraquí Jalal Talabani.
Después de la caída del presidente egipcio, Hosni Mubarak, el 11 de febrero de 2011, dejó de ser ministro de Asuntos Exteriores el 6 de marzo de 2011, después de lo cual se dedicó a escribir sus memorias..